# Disconeura tristriata
Disconeura tristriata är en fjärilsart som beskrevs av Felix Bryk 1953. Disconeura tristriata ingår i släktet Disconeura och familjen björnspinnare. Inga underarter finns listade i Catalogue of Life.